# Флаг Мвали
Флаг Мвали  — официальный флаг автономного региона Мвали в Союзе Коморских Островов.

## Описание
Флаг Мвали (Мохели) с 2003 года состоит из красной пятиконечной звезды на жёлтом фоне полотнища.

## 2002-2003
Флаг Мвали 2002-2003 годов состоял из белого полумесяца и звезды на тёмно-жёлтом поле с чёрной окантовкой по левому краю. Флаг был принят в 2002 году, когда Мвали стал автономной административной единицей в составе Коморских островов.

## Исторические флаги

Флаг Султаната Мвали, 1891—1904
Сепаратистский флаг, 1997—1998
Официальный флаг, 2002-2003